# Triệu Nguyên, Đại Khánh
Triệu Nguyên (chữ Hán giản thể: 肇源县, âm Hán Việt: Triệu Nguyên huyện) là một huyện thuộc địa cấp thị Đại Khánh, tỉnh Hắc Long Giang, Cộng hòa Nhân dân Trung Hoa. Huyện Triệu Nguyên có diện tích 4198 km², dân số 450.000 người. Mã số bưu chính của huyện Triệu Nguyên là 166500. Chính quyền nhân dân huyện Triệu Nguyên đóng tại trấn Triệu Nguyên. Huyện này được chia thành 7 trấn, 6 hương, 3 hương dân tộc. 
- Trấn: Triệu Nguyên, Tân Trạm, Mâu Hưng, Nhị Trạm, Tam Trạm, Đầu Đài, Cổ Long.
- Hương: Dân Ý, Cổ Kháp, Đại Hưng, Phúc Hưng, Hòa Bình, Bác Hà Đài.
- Các hương dân tộc Mông Cổ: Hao Đức, Nghĩa Thuận, Siêu Đẳng.